# Marisa nel Paese delle Meraviglie
Marisa nel Paese delle Meraviglie è un album della cantante Marisa Sannia pubblicato nel 1973 dalla EMI Italiana.
Nel disco l'artista interpreta note canzoni tratte dai film d'animazione di Walt Disney.

## Tracce
Lato A
1. I sogni son desideri (Mack David, Jerry Livingston e Al Hoffman)
2. Supercalifragilisticespiralidoso
3. L'amore è una canzone
4. Bella notte
5. Scale e arpeggi
6. Il paese delle meraviglie

Lato B
1. Cenerentola
2. Bibbidi-Bobbidi-Cenerella
3. Non ho che un canto
4. Una stella cade
5. Impara a fischiettar
6. Il mio amor un dì verrà